# آیت هامو
ایت هامو (به فرانسوی: Ait Hammou) یک منطقهٔ مسکونی در مراکش است که در مراکش تانسیفت الحوز واقع شده‌است.

## خصوصیات
ایت هامو ۷٬۴۹۹ نفر جمعیت دارد.